# Вилино сито
Вилино сито (Carlina acaulis) позната и као крављак, краљевац, краљевак, пупава, пупава трава, бели трн, крмски корен, велико сито (на Старој планини зову је шереметка) је вишегодишња зељаста биљка најчешће без стабла из породице главочика (Asteraceae).
- Порекло научног имена:

- рода од лат. carere = грепсти;
- врсте од гр. a = без и kaulos= стабло (без стабла, нема стабло)
- Синоними:

- Carlina grandifolia Mnch.

## Опис биљке
Најчешће је без стабла па листови образују приземну розету. Дугачки су до 30 cm, а широки 6 cm и перасто су дељени на 10 - 12 режњева са сваке стране. Лисни режњеви имају бодљасте зупце. Цветови су сакупљени уцваст главицу чији је пречник 5 - 13 cm и најчешће је појединачна. Плод је ахенија са папусом (ципсела). Ризом је добро развијен, вретенаст и вертикално положен.

## Хемијски састав дроге
Као дрога користи се корен (Carlinae radix) који садржи:
- етарско уље (око 2%);
- инулин (око 20%);
- танине;
- смоле;
- восак;
- горке материје.

## Лековито дејство и употреба
Користи се у народној медицини као:
- диуретик;
- дијафоретик;
- спазмолитик;
- холагог;
- седатив;
- тоник.

Делује против микроба, гљивица па се употребљава споља за лечење рана. Најчешће се употребљава за болести урогениталног тракта и код грчева у дигестивном тракту.
Користи се и за јело попут артичоке и то младе главице.
Природни ресурси ове биљке су доста смањени па је делимично заштићена (ограничено прикупљање).

## Галерија
- Лисна розета
- главичаста цваст
- цевасти цветови